# Ludwig Kotter (Politiker)
Ludwig Kotter (* 10. Januar 1929 in Augsburg-Lechhausen) ist ein deutscher Kommunalpolitiker der CSU. Er gehörte von 1966 bis 2008 ununterbrochen dem Augsburger Stadtrat an.
Von 1966 bis 1972 und von 1978 bis 1996 war er berufsmäßiger zweiter Bürgermeister und damit nacheinander Vertreter von insgesamt drei Augsburger Oberbürgermeistern. Er gehört mit einer Amtszeit von insgesamt 24 Jahren zu den deutschlandweiten Rekordhaltern als Stellvertreter eines Oberbürgermeisters. Das Amt des Oberbürgermeisters versuchte er in den Jahren 1970 und 1972 zu erlangen. Er scheiterte jeweils mit über 49 Prozent der Stimmen sehr knapp an den Gegenkandidaten der SPD, Wolfgang Pepper und Hans Breuer.
In seiner Amtszeit als Augsburgs zweiter Bürgermeister übernahm Kotter nach einem kurzen Intermezzo als Wirtschaftsreferent die Leitung des Kulturreferates und konnte in über 20-jähriger Tätigkeit bedeutende Kulturprojekte für Augsburg realisieren wie die Sanierung des Kurhauses von Jean Keller, die Modernisierung des Theaters Augsburgs, die Einrichtung des Kulturhauses Abraxas sowie die Fortentwicklung der Augsburger Museenlandschaft.
Ludwig Kotter ist promovierter Naturwissenschaftler, er arbeitete vor seinem Eintritt in die Kommunalpolitik als Gymnasiallehrer und war Mitglied des schwäbischen  Bezirkstages. Er verzichtete bei der Kommunalwahl 2008 auf eine erneute Kandidatur als Augsburger Stadtrat. Kotter ist Mitglied der katholischen Studentenverbindung K.St.V. Ludovicia Augsburg.

## Ehrungen
- 1991: Verdienstkreuz am Bande der Bundesrepublik Deutschland